# Katholieke Kerk in Eritrea

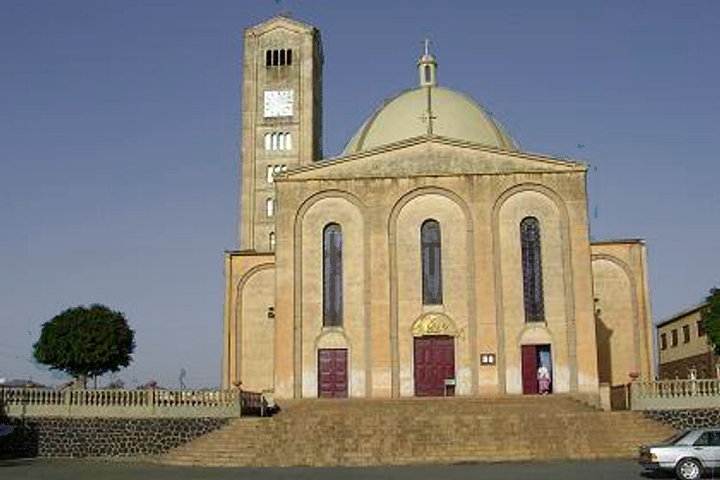
Katholieke kathedraal van Asmara

De Katholieke Kerk in Eritrea is een onderdeel van de wereldwijde Rooms-Katholieke Kerk, onder het geestelijk leiderschap van de paus en de curie in Rome.
Van 1894 tot 1911 bestond er in Eritrea een apostolische prefectuur, en van 1911 tot 1995 een apostolisch vicariaat. Hiernaast bestond sinds 1930 tevens een ordinariaat voor de Eritrese-rite katholieken, de huidige Eritrees-Katholieke Kerk.
In 2005 waren ongeveer 145.000 (3,6%) van de 4.000.000 inwoners van Eritrea lid van de Rooms-Katholieke Kerk. Op 19 januari 2015 werd de Eritrees-Katholieke Kerk ingesteld, een tot de oosters-katholieke kerken behorende kerk sui iuris, die tot 2015 was een onderdeel van de Ethiopisch-Katholieke Kerk.
Eritrea is ingedeeld in 4 bisdommen die deel uitmaken van de Eritrees-Katholieke Kerk.
Tot 2015 de bisschoppen waren lid van de bisschoppenconferentie van Ethiopië en Eritrea. President van de bisschoppenconferentie war Berhaneyesus Souraphiel, aartsbisschop van Addis Abeba. Verder war men lid van de Association of Member Episcopal Conferences in Eastern Africa en de Symposium des Conférences Episcopales d’Afrique et de Madagascar.
Het apostolisch nuntiusschap voor Eritrea is sinds 23 januari 2024 vacant.

## Bisdommen
Bisdommen binnen de Ethiopisch-Katholieke Kerk worden ook wel eparchie genoemd. Eritrea is ingedeeld in vier bisdommen:
- Aartseparchie Asmara
- Eparchie Barentu
- Eparchie Keren
- Eparchie Segeneiti

Indeling
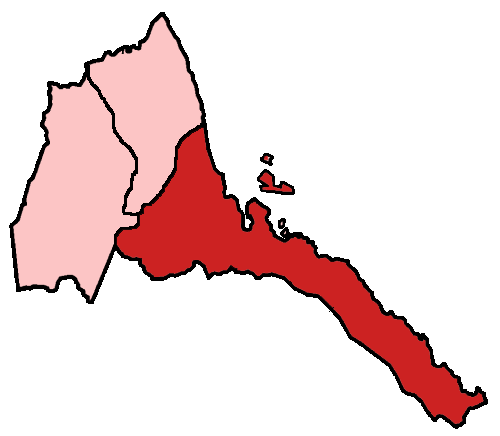
Aartseparchie Asmara en Eparchie Segeneiti (gesplitst in 2012)
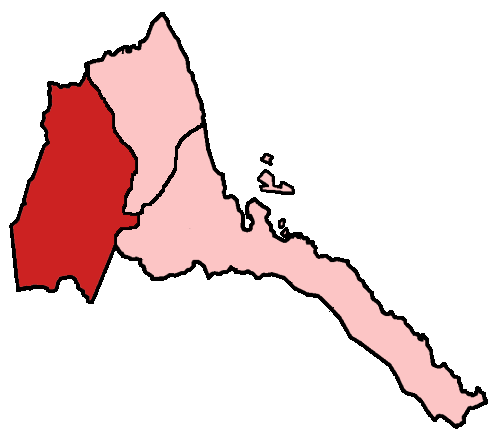
Eparchie Barentu
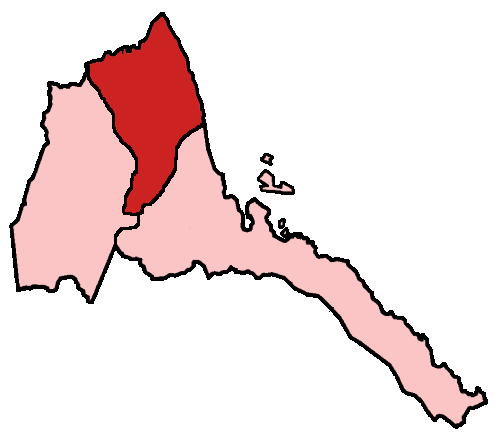
Eparchie Keren

## Nuntius
- Apostolisch nuntius
  - Aartsbisschop Patrick Coveney (20 september 1995 – 27 april 1996)
  - Aartsbisschop Silvano Maria Tomasi (27 juni 1996 – 10 juni 2003)
  - Aartsbisschop Dominique Mamberti (19 februari 2004 – 15 september 2006)
  - Aartsbisschop Leo Boccardi (30 januari 2007 - 11 juli 2013)
  - Aartsbisschop Bert van Megen (7 juni 2014 - 16 februari 2019)
  - Aartsbisschop Luís Miguel Muñoz Cárdaba (31 maart 2020 - 23 januari 2024)
  - vacant (23 januari 2024 - heden)